# Paulin Lendongolia Lebabonga
Paulin Lendongolia Lebabonga est un homme politique de la république démocratique du Congo. Il est gouverneur de la province de la Tshopo.

## Biographie

### Formation
Paulin Lendongolia Lebabonga fait ses études de droit à l'université de Kisangani où il obtient sa licence en 2023.

## Carrière politique
Paulin Lendongolia Lebabonga a été député provincial.
Paulin Lendongolia Lebabonga est le vice-gouverneur de la Tshopo sous le mandat de Madeleine Nikomba Sabangu. Il assure ensuite l'intérim au poste de gouverneur de la province après le départ de Madeleine Nikomba qui avait choisi son mandat parlementaire.
Il est élu gouverneur de la province de la Tshopo au premier tour de l'élection du 29 avril 2024 organisée sous le contrôle de la Commission électorale nationale indépendante (CENI). Sur 29 votants, le vice-gouverneur sortant en obtient 16, devançant ainsi ses 19 challengers.
Il est secondé par son colistier Didier Lomoyo, bourgmestre de la commune de la Tshopo en ville de Kisangani .

### Membres du Gouvernement Lendongolia[5]
La liste de 10 membres du nouveau gouvernement provincial de la Tshopo : 
1. Ministre provincial de l'Intérieur, Sécurité, Décentralisation, Affaires coutumières, Justice, Garde des sceaux et Droits humains : Ekongo Ndemba Roger ;
2. Ministre provincial du Plan, Budget, Économie, Commerce, Entrepreneuriat, Petites et moyennes entreprises et Porte-parole du gouvernement : Tandia Akomboyo Senold ;
3. Ministre provincial de Finances, Artisanat, Industrie, Investissement, Partenariat public-privé et Portefeuille de la province : Madropia Patrick Valencio ;
4. Ministre provincial des Infrastructures, Travaux publics et reconstruction : Likaka Balombo Héritier ;
5. Ministre provincial de l'Environnement, Développement durable et rural, Agriculture, Pêche et Élevage : Koyi Taka Bijou ;
6. Ministre provincial de la Fonction publique, Travail et Prévoyance sociale, Transport et voies de communication : Mogenya Baraka Ghislain ;
7. Ministre provincial des Mines, Énergie et Hydrocarbures, Relations avec l'Assemblée provinciale : Mesemo Wa Mesemo Molili Ya Ibwe Thomas ;
8. Ministre provincial de la Santé publique, Affaires sociales, Actions humanitaires, Genre, Famille et Enfants : Mangaza Binti Masudi Nono ;
9. Ministre provincial de l'Urbanisme, Habitat, Affaires foncières, Aménagement du territoire et Tourisme : Kongolo Lekossa André ;
10. Ministre provincial de l'Éducation nationale, Information, Communication, Culture et Arts, Jeunesse, Sports et Loisirs : Masimango Simo Simo.

## Vie privée
Paulin Lendongolia Lebabonga est marié et père de famille.